# فريون
غاز الفريون هو الاسم التجاري لمركبات كيميائية عديدة ووصف عام لمجموعة متنوعة من مركبات الهالوكربون وهي غازات أو سوائل مستقرة وغير قابلة للاشتعال وقليلة السمية  تستخدم بصفة عامة كمواد تبريد. وتشمل مركبات الكربون الكلورية فلورية ومركبات الكربون الهيدروفلورية وكلاهما يسبب استنفاد طبقة الأوزون ويساهم في ظاهرة الاحتباس الحراري. "الفريون" هو الاسم التجاري لمبردات R-12 (ثنائي كلورو ثنائي فلورو الميثان) وR-13B1 (برومو ثلاثي فلورو الميثان) وR-22 (كلورو ثنائي فلورو الميثان) و R-410A و R-502 و R-503 المصنعة من قبل شركة كيمورز [الإنجليزية] وبالتالي لا يتم استخدامه لتسمية جميع المبردات الخاصة بـ هذا النوع. غاز الفريون تنبعث منه رائحة قوية شبيهة بالأسيتون وهو مكون شائع لمزيل طلاء الأظافر.
يتوفر غاز الفريون في السوق للاستخدام الهندسي والطبي والفني وحتى المنزلي، وأنواعه عديدة ومتنوعة، تتنوع بحسب تنوع الجهاز واستعمالاته. ويعتبر نجاح اكتشافه العلمي واستخداماته المختلفة قائم على الاستفادة من إحدى أهم خصائصه الحيوية، وهي قدرته العالية على امتصاص كميات حرارة كبيرة جداً يكون بحاجتها في تلك اللحظة كي يتحول من الحالة الغازية إلى حالة السيولة من المواد التي يلامسها أثناء تلك العملية -عملية تحوله إلى سائل-، بما يسمى علمياً بكمية الحرارة الكامنة.
ويعود أصل التسمية (فريون Freon) إلى علامة تجارية مسجلة لشركة Chemours، والتي كانت تستخدمها لعدد من منتجات Halocarbon. تركيبة غازات الفريون الكيمائية تطورت وتغيرت مع مرور السنين، بحيث أصبحت مكونات غاز الفريون المستخدم في الأجهزة في القرن الحادي والعشرين مختلفةً عن مكونات غاز الفريون الذي كان مستخدماً في القرن العشرين، حتى لكأنه غاز آخر، ومع ذلك بقي شائعاً استعمال نفس الاسم؛ ونفس المصطلح الدال على نفس الغاز المستخدم للتبريد.

## مراحل تطوره وأنواعه
مرت حاجة الإنسان بمراحل كثيرة في حاجته ل تجميد الطعام، حيث بدأ في استعمال الأمونيا

### الأمونيا الجافة R717) Anhydrous Ammonia)
تتميز بقدرتها على التحول من غاز إلى سائل عند درجة حرارة 32 مئوية، وبقدرتها على الرجوع من سائل إلى غاز مرة أخرى إذا انخفضت درجة حرارتها عن 32 درجة مئوية. ولا تتجمد إلّا عند درجة حرارة -32 درجة مئوية تحت الصفر، وكانت بداية استعمالها في التطبيقات العملية للتبريد عام 1910م، وتم إنتاج العديد من الأجهزة المنزلية باستخدامها، منها ما كان يعمل على الكهرباء بضاغط Compressor كما هو الحال في القرن الواحد والعشرين، ومنها ما كان يعمل بطريقة بدائية، بحيث يتم إشعال شعلة نار تحت الضاغط Compressor سواء باستعمال شعلة غاز باستخدام أنبوبة الغاز العادية، أو بإشعال شعلة تستمد طاقتها من حوض صغير يتم تعبئته باستمرار بمادة الكاز Kerosene. وكان ذلك مصدر خطر كبير لأن من أكبر عيوب غاز الأمونيا أنه قابل للانفجار. وبالتالي فدرجة خطورته عالية جداً.

### ثاني أكسيد الكبريت R-764) Sulfur Dioxide)
وتم اكتشاف هذه المادة عام 1920م، والتي تتمتع بنفس صفات الأمونيا، وبنفس درجات حرارة التحول والتجمد، وتم استعمالها بالفعل لمدة 10 سنوات في ثلاجات المنازل من سنة 1920م-1930م، وذكرت بعض المصادر بأنه تم استخدامها لمدة 40 سنة. ولكن بسبب سميته العالية -لأنه غاز سام جداً واحتمالية تسربه واردة- فقد تم الاستغناء عنه بمجرد الوصول إلى مادة أخرى أفضل منه.

### كلوريد الميثيل (CH3CL)
ويرمز له بالرمز R40. اكتشف عام 1921م عن طريق مكتشفه توماس ميدغلي. ومن ثم توالى اكتشاف المزيد من المركبات الكيماوية العضوية

## رموز استعمالاته
جدول أشهر رموز غاز فريون واستعمالاته
| الرمز                | استعمالاته                                                       |
| R134a, R22           | الثلاجات المنزلية                                                |
| R134a, R22, R502     | المجمدات (الفريزرات) حسب أحجامها وقدراتها يتم استخدام الأنسب لها |
| R134a                | مكيف هواء السيارات                                               |
| R13, R502            | Cryogenic التجارب المعملية في المختبرات المتخصصة                 |
| R22                  | المكيفات (قديماً)                                                 |
| R134a, R22           | مكيفات المباني العامة – أحجام صغيرة                              |
| R11                  | مكيفات المباني العامة – أحجام متوسطة وأحجام كبيرة                |
| CO2 (SOLIDكتل كاملة) | تجميد الأطعمة بالطريقة المباشرة وبشكل سريع                       |
| N2                   | يُستخدم لانكماش المعادن                                           |
| R11                  | للتنظيف ولإزالة الندبات                                          |
| R500, R501, R502     | ضواغط ترددية أقل من درجة -90 درجة مئوية تحت الصفر                |

## كيف يعمل غاز الفريون
يظن البعض أن غاز الفريون هو الذي يَبْـرُد، بمساعدة الكهرباء طبعاً، وهذا خطأ، إذن؛ كيف تتم عملية التبريد:
تم صناعة أجهزة التبريد بطريقة تستغل خواصه الطبيعية، بحيث تجبر غاز الفريون بالتحول من حالة إلى حالة (من الحالة الغازية إلى حالة السيولة، ومن حالة السيولة إلى الحالة الغازية) كلما انتقل من جزء من جسم الجهاز (الثلاجة مثلاً) إلى جزء آخر من الجهاز، من خلال معدات وقطع صناعية صنعت خصيصاً لهذا الغرض، كما يلي:

### دورة الغاز داخل الجهاز
1- يقوم الكباس؛ المسمى (الضاغطCompressor)، بضخ الغاز -والذي من المفترض أن يكون سائلاً وهو في داخل الضاغط- مضغوطاً بقوة ضغط عالية داخل الأنابيب، وللتأكد من تحويله جميعه إلى سائل، يضغطه أولاً داخل أنابيب خارجية معرضة للهواء تسمى (الراديتر Radiator) -الاسم العلمي له هو المُكثّف Condenser، ويتم صناعة حجمها وطول أنابيبها حسب كمية الغاز وحجم الجهاز والحيز المراد تبريده. كي تتمكن من تكثيف الغاز وتحويله إلى سائل، حيث أن ميزة هذا الغاز هو أنه يتكثف عند درجة حرارة 32 مئوية (أي يتحول من الحالة الغازية إلى حالة السيولة).
2- يستمر في سيره مضغوطاً من المكثف الخارجي المعرض للهواء المسمى (الراديتر Radiator) إلى داخل أنابيب رفيعة جداً تمسى «كابلري تيوب Capillary Tube».
3- ينتقل غاز الفريون (ويكون سائلاً في هذه الحالة) من خلال «منظم التدفق المُسمى Expansion Valve» وبقوة الضغط ينتقل من هذه الأنابيب الرفيعة إلى أنابيب المُجَمِّد (الفريزرFreezer) -الاسم العلمي له هو المُبَخِّر Evaporator.
4- فيدخل فجأة إلى داخل أنابيب كبيرة الحيز من الداخل، أبرد من الحيز السابق الذي كان فيه، والتي هي هنا أنابيب المبخر Evaporator (الفريزرFreezer)، والتي يساوي حجمها خمسة أضعاف إلى عشرة أضعاف حجم الأنابيب الرفيعة التي كان فيها، وأبرد بكثير من المكثف بسبب قوة الضغط التي كان فيها، فيتحول في هذه اللحظة سائل الفريون إلى بخار (أي يرجع غازاً كما كان)، لأن من خواصه التحول إلى الحالة الغازية في مثل هذه الظروف، وهنا لا بد له من كمية حرارة كافية لمساعدته على تحوله إلى غاز مرة ثانية.
5- وهكذا، وبقوة السحب القادمة من الطرف الآخر من الكباس (الضاغطCompressor)، حيث أن الكباس نفسه له طرفان، كل طرف يخرج منه أنبوب، أحدهما طرف للضغط، ولذلك سُمي الضاغط، والطرف الآخر للسحب، لسحب الغاز الراجع من أنابيب المُجَمِّد (الفريزرFreezer)، وهكذا ينتهي المطاف بغاز الفريون راجعاً إلى داخل الكباس (الضاغط Compressor) مرة ثانية، ولكن على شكل سائل، انظر الرسم التوضيحي المرفق.

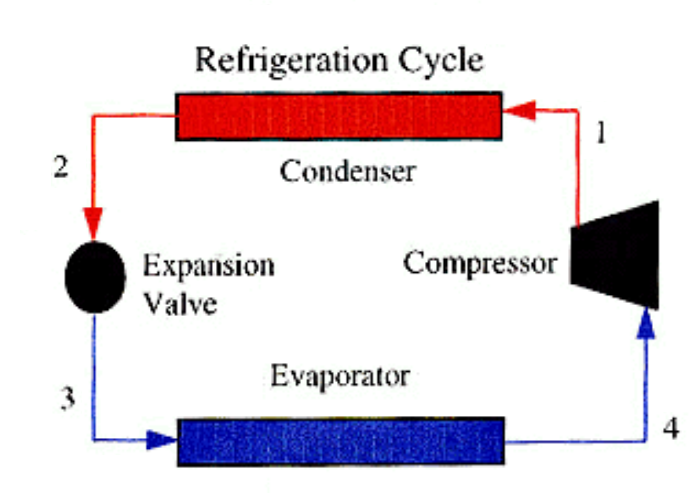
دورة غاز الفريون داخل الأجهزة

### كيف يعمل غاز الفريون في تبريد وتجميد الأشياء؟
عند سيره داخل الأنابيب ووصوله منطقة أنابيب المُجَمِّد (الفريزرFreezer) -الاسم العلمي له هو المُبَخِّر Evaporator- عليه أن يتحول من سائل إلى غاز، وعملية تحوله من حالة السيولة إلى حالة البخار (الحالة الغازية) تحتاج إلى كمية كبيرة من الحرارة، وهي من خواصه الكيميائية، ففي هذه اللحظة يأخذ كمية الحرارة اللازمة لعملية التحول الخاصة به من جدران الأنابيب التي يسير بداخلها، وهي هنا طبعاً في هذه الحالة أنابيب المُجَمِّد (الفريزرFreezer)، فيقوم بامتصاص حرارة جدران الأنابيب، وعادة يتم صناعة أنابيب هذا الجزء من الأجهزة التي تحتوي منطقة التجمد أو التبريد الشديد (الفريزرFreezer) عادة من مواد عالية التأثر بالحرارة مثل الألمونيوم الخفيف أو من القصدير المقوى، وأحياناً النحاس، وهذه الأنابيب بدروها تقوم أيضاً بتعويض كمية الحرارة التي أخذها منها غاز الفريون، من محيطها، وطبعاً هنا تنخفض حرارة حيز التبريد أو (الفريزرFreezer) ومحتوياتها وبالتالي تنخفض حرارة الغرفة.

### المؤثرات في نجاح عمل غاز الفريون
هنالك عوامل كثيرة تؤثر في سلاسة وسلامة ونجاح عملية تحول غاز الفريون من حالة إلى حالة منها:
1- الفرق بين الضغط الصادر من الكباس (الضاغطCompressor) والسحب من الطرف الثاني منه. وينتج هذا الفرق بسبب خلل في الصمامات مثلاً أو ضعف في تردد الطاقة المزودة للكباس، أو زيادة قلة زيت التبريد الموجود بداخل الكباس عن الحدود المصممة لها. على ألا يزيد هذا الفرق عن 0.25 أي ربع درجة.
2- وجود عائق في خط السحب أو خط الضغط، مثل الأوساخ الناتجة عن بقايا تسريب، لم يتم تنظيف آثارها.
3- انسداد، أو طول، أو قصر، أو انثناء، في الأنابيب الدقيقة، قد يؤثر على حرية تدفق السائل بداخلها.
4- استعمال نوع فريون درجة إزاحته مختلفة عن استطاعة وتصميم الضاغط.
5- سريان الغاز في كل جزء من أجزاء الجهاز وارتباط حجمه بالحيز المصمم له، فلا يجوز تغيير حجم أنابيب بحجم أو نوعية أخرى تكون أقصر أو أكبر من الحيز المحسوب له كمية ونوع الغاز.
6- درجة الحرارة الخارجية المحيطة بالجهاز، وتأثيرها على عمل الضاغط أو المكثف وطريقة تحويل الغاز إلى سائل.
7- تقطع أو تغير في تدفق الفريون وعدم تلاحقه والتحامه داخل الدائرة، مما يؤدي إلى تراكمات داخل جدران أنابيب المبخر (الفريزرFreezer).
8- عطل في المنظم الذي ينظم تدفق السائل من الأنابيب الدقيقة Caplory Tube إلى داخل أنابيب المبخر (الفريزرFreezer).